# SHVPES
SHVPES (tot 2014 bekend onder de naam Cytota) was een Britse metalcoreband afkomstig uit Birmingham, Engeland. Zanger Griffin Dickinson is de zoon van Bruce Dickinson (leadzanger van Iron Maiden) en de broer van Austin Dickinson (zanger voor Rise to Remain en As Lions).
Op 10 juli 2020 maakte de band bekend dat zij op goede voet uit elkaar zijn gegaan.

## Bezetting
Laatste line-up
- Griffin Dickinson – leidende vocalen
- Ryan Hamilton – leidende gitaar, achtergrondvocalen
- Youssef Ashraf – slaggitaar, achtergrondvocalen
- Grant Leo_Knight – bas
- Harry Jennings – drums

Voormalige leden
- Joby Fitzgerald – leidende vocalen (2009–2014)
- Oliver Pike – bas (2009–2016)

Tijdlijn

## Discografie
Albums
- 2016 - Pain. Joy. Ecstasy. Despair
- 2018 - Greater Than

Ep's
- 2012 - The Prosecutor als Cytota